# Kirby (серия игр)
Kirby (с англ. — «Кирби» или «Кёрби») — серия компьютерных игр, разработанных японскими компаниями HAL Laboratory и Nintendo и издаваемых Nintendo эксклюзивно для своих консолей (начиная с Game Boy). Игры серии рассказывают о приключениях розового героя по имени Кирби (или Кёрби), который борется за защиту и спасение своего дома на далекой планете под названием Поп Звезда (англ. Pop Star) от различных угроз. Большая часть выпускаемых игр — экшен-платформеры с элементами головоломок. Кирби обладает способностью вдыхать врагов и предметы, ассимилируя их способности. Серия известна своей доступностью для детей и начинающих игроков, а также художественными и игровыми решениями, милыми персонажами, оптимистичной, весёлой музыкой.
В настоящее время Kirby включает в себя в общей сложности 30 игр. Продано более 40 миллионов экземпляров по всему миру, что делает её одной из самых продаваемых франшиз Nintendo и позволяет ей войти в 50 самых продаваемых игровых франшиз всех времен.

## Обзор
Основным персонажем всех игр является юное сферическое розовое существо по имени Кирби ростом в 8 дюймов. Он проживает на мирной пятиконечной звёздной планете под названием Поп Звезда. Когда мирное существование планеты нарушается в результате земных и инопланетных угроз, Кирби необходимо принимать на себя роль храброго защитника своего дома. У Кирби есть способность вдыхать в себя врагов и предметы, используя эластичный рот, чтобы либо выплюнуть их в виде снаряда с колоссальным импульсом, либо поглотить их и перенять их способности. Во втором случае он трансформируется в определённую форму, обладающую определённым умением, например, огненное дыхание, владение мечом, запускание искр, рукопашный бой и так далее.
Многие персонажи серии могут появляться как в виде врагов, так и союзников. Так, Король Дидиди, прожорливая пингвиноподобная голубая птица и самопровозглашённый король Страны Снов (регион Поп Звезды), появляется в каждой игре серии за исключением Kirby & the Amazing Mirror; по причине своего эгоизма Король Дидиди и Кирби постоянно сталкиваются между собой, но он не всегда является врагом, в некоторых играх он выступает в роли союзника Кирби и даже играбельного персонажа. Другой пример — Мета Рыцарь, таинственный воин в маске, который часто помогает Кирби, но в зависимости от своих интересов может и вступить с ним в бой. Он мечтает сразиться с самым сильным воином в галактике; перед дуэлью с Кирби он всегда заранее бросает ему меч с целью соблюдения честности поединка. Он также возглавляет группу воинов-единомышленников.
Игры основной серии представляют собой сайд-скроллинговые платформеры. Кирби способен бегать, прыгать и сражаться с врагами, путешествуя по странам, решая головоломки и сражаясь по пути с боссами. Также Кирби способен раздувать себя потоком воздуха и летать по уровню. В большинстве игр время полёта не ограничено, однако арсенал атак ограничен.
В играх серии часто встречаются скрытые предметы, которые могут как разблокировать новые уровни, так и являться колелекционными, необходимыми для прохождения игры на 100 %. Часть предметов обычно связана с сюжетом игры — например, ими могут быть части специального оружия, необходимого для сражения с финальным боссом. В некоторых играх такие предметы могут многократно повторно использоваться после победы над финальным боссом.
На вымышленной планете Поп Звезда есть множество регионов с различным климатом и ландшафтом, в которых обитают разнообразные существа. Названия большинства областей уникальны для каждой игры, но есть и типичные локации, такие как огненные горы, открытые луга, заполненные водой, подводные области и ледяные снежные поля.
В серии игр есть спин-оффы различных жанров, в том числе пинбол, головоломки, гонки и beat ’em up. В некоторых играх Кирби используется в качестве мяча, что обыгрывает его шароподобный вид.

## История
| 1992 | Kirby’s Dream Land                  |
| 1993 | Kirby’s Adventure                   |
| 1993 | Kirby’s Pinball Land                |
| 1994 | Kirby’s Dream Course                |
| 1995 | Kirby’s Avalanche                   |
| 1995 | Kirby’s Dream Land 2                |
| 1995 | Kirby’s Block Ball                  |
| 1996 | Kirby Super Star                    |
| 1997 | Kirby’s Star Stacker                |
| 1997 | Kirby’s Dream Land 3                |
| 1998 | Kirby’s Super Star Stacker          |
| 1999 |                                     |
| 2000 | Kirby 64: The Crystal Shards        |
| 2000 | Kirby Tilt ’n’ Tumble               |
| 2001 |                                     |
| 2002 | Kirby: Nightmare in Dream Land      |
| 2003 | Kirby Air Ride                      |
| 2004 | Kirby and the Amazing Mirror        |
| 2005 | Kirby: Canvas Curse                 |
| 2006 | Kirby: Squeak Squad                 |
| 2007 |                                     |
| 2008 | Kirby Super Star Ultra              |
| 2009 |                                     |
| 2010 | Kirby’s Epic Yarn                   |
| 2011 | Kirby Mass Attack                   |
| 2011 | Kirby’s Return to Dream Land        |
| 2012 | Kirby’s Dream Collection            |
| 2013 |                                     |
| 2014 | Kirby: Triple Deluxe                |
| 2014 | Kirby Fighters Deluxe               |
| 2014 | Dedede’s Drum Dash Deluxe           |
| 2015 | Kirby and the Rainbow Curse         |
| 2016 | Kirby: Planet Robobot               |
| 2017 | Team Kirby Clash Deluxe             |
| 2017 | Kirby’s Blowout Blast               |
| 2017 | Kirby Battle Royale                 |
| 2018 | Kirby Star Allies                   |
| 2019 | Kirby’s Extra Epic Yarn             |
| 2019 | Super Kirby Clash                   |
| 2020 | Kirby Fighters 2                    |
| 2021 |                                     |
| 2022 | Kirby and the Forgotten Land        |
| 2022 | Kirby’s Dream Buffet                |
| 2023 | Kirby’s Return to Dream Land Deluxe |

### 1990-е
Первая игра из серии, Kirby’s Dream Land, была выпущена в Японии в апреле 1992 года и в США в августе того же года для карманной консоли Game Boy. Простая игра, состоящая из 5 уровней, знакомила игрока с главным героем Кирби, антагонистом королём Дидиди и способностью Кирби вдыхать врагов и объекты. В игре был второй режим, названный «Extra Game», содержащий более сильных врагов.
Вторая игра, Kirby’s Adventure, впервые вышла в США в мае 1993 года. В этой игре появилась возможность копирования способностей врагов. Это одна из последних игр, выпущенных на Nintendo Entertainment System. Kirby’s Adventure обладала качественной графикой и звуком, использовав возможности приставки до предела; в частности, на некоторых уровнях применялись псевдотрёхмерные эффекты. В 2002 году была переиздана на Game Boy Advance под названием Kirby: Nightmare in Dream Land; в переиздании была улучшена графика и звук, добавлена возможность многопользовательской игры и игры за Мета Рыцаря.
После Kirby’s Adventure было выпущено несколько спин-оффов. Kirby’s Pinball Land, выпущенная в ноябре 1993 года, представляла собой игру в жанре «пинбол», в которой Кирби использовался в роли мячика. Kirby’s Dream Course, выпущенная в США в феврале 1995 года, является игрой в жанре «гольф», использующей изометрический дизайн уровней. Kirby’s Avalanche, выпущенная только в США и Европе в феврале 1995 года, — игра-головоломка, клон игры Puyo Puyo.
Kirby’s Dream Land 2, выпущенная в Японии и США в марте 1995 года, продолжила использовать главную механику Kirby’s Adventure — копирование способностей врагов, — но количество способностей уменьшилось до 7. В игру введены три животных-помощника — Хомяк Рик, Сова Ку и Рыба Кайн. Сопряжение с любым из этих трёх существ изменяет способности Кирби. Также появился Гуи — тёмное существо-капля, которое может быть найдено в сумке. В игре был впервые представлен главный антагонист серии — Тёмная Материя (англ. Dark Matter). Игру планировалось перевыпустить на Game Boy Color под названием Kirby’s Dream Land 2 DX, но впоследствии разработка была отменена.
Kirby’s Block Ball, выпущенная в США в ноябре 1995 года, является вариацией игры Breakout. Она включала несколько уровней, некоторые способности и уникальных боссов.
Kirby Super Star, известная как Hoshi no Kirby Super Deluxe в Японии и Kirby’s Fun Pak в Европе, была выпущена в США в сентябре 1996 года. Kirby Super Star состоит из восьми мини-игр и включает в себя персонажей и способности, которые в следующих играх серии не появлялись. В этой игре тоже были «помощники», которых игрок мог призвать, пожертвовав своей способностью.
В 1996 году появился сборник мини-игр про Кирби под названием Kirby’s Toy Box (яп. カービィのおもちゃ箱 Ка:би: но Омотя Хако). Она была выпущена посредством системы спутникового вещания St.GIGA для Nintendo Satellaview. Сборник не был выпущен единомоментно, для каждой мини-игры была озвучена своя дата трансляции. В сборник вошли Arrange Ball, Ball Rally, Baseball, Cannonball, Guru Guru Ball, Hoshi Kuzushi, Pachinko и Pinball.
Kirby’s Star Stacker — головоломка, выпущенная в 1997 году, основная механика которой — совмещение двух и более одинаковых блоков вместе. В этой игре фигурировали животные друзья Кирби. Игра получила продолжение в Японии на Super Famicom под названием Kirby no Kirakira Kizzu.
Kirby’s Dream Land 3, выпущенная в ноябре 1997 года в США, является прямым продолжением Kirby’s Dream Land 2. Рик, Ку и Кайн вернулись в игру, а также появились Кот Наго (англ. Nago the Cat), Птица Питч (англ. Pitch the Bird) и Осьминожка Чучу (англ. Chuchu the Octopus). Как и в Kirby’s Dream Land 2, игрок в Kirby’s Dream Land 3 может использовать способности персонажей-друзей, которые зависят от выбранного персонажа. Игра поддерживала многопользовательский режим с возможностью для второго игрока взять под управление Гуи, повторяющего способности Кирби. Главным противником снова стала Тёмная Материя, после победы над которой она обретала истинную форму — «0» (англ. Zero), являющуюся финальным боссом. Игра выполнена в стиле пастельного рисунка и использовала сглаживание.

### 2000-е
В июне 2000 года в США на Nintendo 64 была выпущена первая трёхмерная игра серии — Kirby 64: The Crystal Shards. В игру была добавлена новая система соединения способностей: игрок мог объединить две способности и получить новую. В этой игре Король Дидиди выступал в роле играбельного персонажа — на некоторых уровнях Кирби сидел на нём верхом, а Король Дидиди атаковал врагов с помощью молота. Игра является прямым продолжением Kirby’s Dream Land 3. Тёмная Материя вновь появляется в качестве финального босса, но перевоплощается в другую форму — «02» (англ. Zero Two). В игре также присутствуют три мини-игры, рассчитанные на четырёх игроков.
Следующая игра в серии, Kirby Tilt ’n’ Tumble, выпущенная в августе 2000 года, стала одной из первых игр Nintendo, в которой для управления героем использовались датчики движения. Наклоняя Game Boy Color, игрок перемещал Кирби по экрану, а быстро взмахивая консолью заставлял его взлететь в воздух. Американская версия Kirby Tilt ’n’ Tumble использовала специальный прозрачный розовый картридж.
Единственная игра про Кирби на Nintendo GameCube, Kirby Air Ride, была выпущена в США в октябре 2003 года. Это гоночная игра, которая сильно отличается от основной серии игр про Кирби, но по-прежнему использует знакомых врагов, способности и механику копирования.
Во время праздничного сезона 2003 года была выпущена карточка для Nintendo e-Reader под двумя названиями, Kirby Slide и Kirby Puzzle. Смещение карты позволяло играть в игру-головоломку с участием Кирби. Карточки раздавались в магазинах Toys «R» Us и в декабрьских выпусках Nintendo Power и Tips & Tricks как промоакция мультсериала Kirby: Right Back at Ya!.
Kirby & the Amazing Mirror была выпущена в октябре 2004 года на Game Boy Advance. Это вторая игра, выпущенная на этой консоли, после Kirby: Nightmare in Dream Land. Amazing Mirror была первой метроидванией в серии; мир игры представлял собой лабиринт, в котором все уровни были взаимосвязаны и могли проходиться в любом порядке. В игру была введена возможность позвонить по телефону, чтобы вызвать до трёх дополнительных копий Кирби для сражения с врагами и решения головоломок.
Следующая игра в серии, Kirby: Canvas Curse, вышла на Nintendo DS в Японии 24 марта 2005 года, в Северной Америке 13 июня 2005 года, в Европе от 25 ноября 2005 года и в Австралии 6 апреля 2006 года. В отличие от большинства предыдущих игр про Кирби, здесь персонаж является мячиком, которым невозможно управлять напрямую, лишь прокладывать путь для движения с помощью стилуса.
За ней последовала игра Kirby: Squeak Squad, выпущенная в октябре 2006 года также на Nintendo DS, которая возвращала традиционный стиль игр про Кирби. Используя сенсорный экран, игрок мог создавать предметы и способности. Кроме того, в игру были добавлены свитки, с помощью которых можно было усиливать способности.
Kirby Super Star Ultra, анонсированная на Nintendo DS в начале осени 2007 года и выпущенная 22 сентября 2008 года в Северной Америке, является ремейком Kirby Super Star. В дополнение к девяти играм оригинала добавлены ещё семь. В игре была обновлена графика, добавлены видеоролики, а на сенсорный экран была выведена карта.

### 2010-е
В октябре 2011 года на Nintendo Wii вышла Kirby’s Epic Yarn. Разработчик планировал назвать её Fluff of Yarn, однако по лицензии Nintendo проект выпущен как часть серии Kirby. В 2019 году вышел порт игры на 3DS под названием Kirby’s Extra Epic Yarn.
Четвёртая игра на Nintendo DS была выпущена в Северной Америке 19 сентября 2011 года под названием Kirby Mass Attack. В игре представлено несколько копий Кирби на сенсорном экране, по геймплею игра напоминала Lemmings.
24 октября 2011 года в Северной Америке была выпущена игра Kirby’s Return to Dream Land на Nintendo Wii. Изначально эта игра разрабатывалась для Nintendo GameCube, однако эта версия была отменена. Return to Dream Land возвращалась к традиционному геймплею серии, но предоставляла возможность играть одновременно за четврёх персонажей — Кирби, Мета Рыцаря, Уоддл Ди (англ. Waddle Dee) и/или Короля Дидиди. Каждый персонаж обладал индивидуальными способностями. Также были представлены Кирби других цветов и комбинирование способностей.
Диск-антология под названием Kirby’s Dream Collection был выпущен 19 июля 2012 года в Японии и 16 сентября 2012 года в Северной Америке, что было приурочено к 20-летию серии. Антология включает в себя шесть игр: Kirby’s Dream Land, Kirby’s Adventure, Kirby’s Dream Land 2, Kirby Super Star, Kirby’s Dream Land 3, и Kirby 64: The Crystal Shards. Она также включала новые уровни испытания, работавшие на движке Kirby’s Return to Dream Land, и раздел истории про Кирби, который включал в себя три эпизода аниме Hoshi no Kirby (Kirby: Right Back at Ya! в Северной Америке). Как и в аналогичной анталогии Super Mario, к диску прилагался буклет и саундтрек.
1 октября 2013 года на консоль Nintendo 3DS была анонсирована новая игра про Кирби, получившая название Kirby: Triple Deluxe. Она была выпущена на территории Японии в январе 2014 года, на территории Северной Америки 2 мая 2014 года, в Европе 16 мая 2014 года, в Австралазии 17 мая 2014 года. В ней представлена возможность путешествия с передней на заднюю область экрана. Игра включает в себя мини-игру Kirby Fighters, в которой каждый игрок выбирает одну из десяти способностей и сражается с другими игроками до тех пор, пока не остаётся один победитель. Игра также включала музыкальную ритм-игру с Королём Дидиди в главной роли. В августе 2014 года были выпущены Kirby Fighters Deluxe и Drum Dash Deluxe Dedede, расширенные версии мини-игр Kirby: Triple Deluxe.
На выставке E3 2014 была анонсирована новая игра про Кирби для консоли Wii U, названная Kirby and the Rainbow Curse. Она является продолжением Kirby: Canvas Curse и имеет схожей с ней игровой процесс. Выпущена на территории Японии 22 января 2015 года, в США 20 февраля 2015 года, в Европе игра 8 мая 2015 года, в Австралии 9 мая 2015 года.
В марте 2016 года в рамках Nintendo Direct была анонсирована игра, сделанная на основе Kirby: Triple Deluxe, под названием Kirby: Planet Robobot. Она стала второй игрой серии для Nintendo 3DS. Вместе с ней был выпущен набор фигурок Amiibo, совместимый с другими Amiibo. В игру входили две мини-игры, названные Kirby 3D Rumble и Team Kirby Clash. Первая представляет собой трёхмерную игру, в которой Кирби на арене сражается с врагами при помощи силы своего вдоха, вторая была комбинацией файтинга, платформера и ролевой игры. Игроки, достигавшие 10 уровня, имели возможность играть с ИИ или живыми игроками.
В рамках Nintendo Direct в апреле 2017 года были анонсированы три новых игры про Кирби. Team Kirby Clash Deluxe, усовершенствованная версия мини-игры Team Kirby Clash из Kirby: Planet Robobot, была анонсирована и выпущена 17 апреля. Kirby’s Blowout Blast, усовершенствованная версия мини-игры Kirby 3D Rumble, выпущена 4 июля 2017 года в Японии и 6 июля 2017 года в Северной Америке, Европе и Австралии. Kirby Battle Royale, многопользовательский файтинг, вышел 3 ноября 2017 года в Европе, 30 ноября 2017 года в Японии и 19 января 2018 года в Северной Америке.
На E3 2017 Nintendo представила новую игру для консоли Nintendo Switch, на тот момент имевшую рабочее название Kirby, а в сентябре 2017 года во время Nintendo Direct компания объявила официальное название игры — Kirby Star Allies, с датой выхода 16 марта 2018. Визуальный стиль был приближён к традиционным платформерам серии, а игровой процесс заимствовал много элементов из отменённой игры Kirby, анонсированной на E3 2005 для Nintendo GameCube. Кирби мог бросать сердца во врагов, превращая их в союзников, контролируемых компьютером; комбинировать способности, как в Kirby 64: The Crystal Shards и Kirby: Squeak Squad; и вызывать друзей, таких как Король Дидиди, Мета Рыцарь, Бандана Уоддл Ди, Рик, Кайн или Ку.
В рамках Nintendo Direct в сентябре 2019 Nintendo выпустила новую условно-бесплатную игру в серии Kirby под названием Super Kirby Clash. Игра доступна в Nintendo eShop на Nintendo Switch.

### 2020-е
В сентябре 2020 года Nintendo выпустила в интернет-магазине Nintendo eShop новую игру для Nintendo Switch под названием Kirby Fighters 2, прямое продолжение Kirby Fighters Deluxe. Перед официальным релизом произошла утечка игры на веб-сайте Play Nintendo, но впоследствии информация была удалена.
23 сентября 2021 года на Nintendo Direct была представлена новая игра, Kirby and the Forgotten Land. Это первая полностью трехмерная игра в основной серии (четвертая по счёту после спин-оффов Kirby Air Ride, Kirby’s Blowout Blast и Kirby Battle Royale). Игра вышла 25 марта 2022 года.
12 июля 2022 года была анонсирована новая многопользовательская социальная игра под названием Kirby’s Dream Buffet. Игра выпущена в Nintendo eShop 17 августа 2022 года.
Ремейк игры Kirby’s Return to Dream Land для Nintendo Switch под названием Kirby’s Return to Dream Land Deluxe был представлен в рамках Nintendo Direct 13 сентября 2022 года и запланирован к выпуску на 24 февраля 2023 года.

## Вымышленная вселенная
Действие игр происходит в Стране снов (яп. プププランド Пупупурандо, «Страна Пупупу»), находящейся на планете Поп Звезда. Начиная с Kirby Super Star, Поп Звезда имеет форму пятиконечной звезды, окружённую двумя диагональными кольцами (в некоторых играх — тремя).
Действие большинство игр разворачивается на планете, но некоторые игры проходят и в межпланетном масштабе — например, в Kirby 64: The Crystal Shards, мини-игре Milky Way Wishes в Kirby Super Star,Kirby’s Return to Dream Land, Kirby Star Allies и Kirby and the Forgotten Land.

## Характер главного героя
Кирби — маленькое розовое существо сферической формы с красными ногами и маленькими руками. Он упоминается в мужском роде в мультсериале и описан как юное существо в инструкции к игре Kirby’s Dream Land. Его тело мягкое и гибкое, что позволяет ему растягивать рот для вдыхания противников или полёта. Согласно инструкции к игре Super Smash Bros, его рост составляет 8 дюймов. Это противоречит событиям в Kirby’s Dream Land 3 и Kirby 64: The Crystal Shards, где упоминается, что рост Кирби на уровне колена Самус Аран из серии игр Metroid, а в игре на Nintendo 64 Кирби на несколько дюймов короче человеческой девочки Аделины.
Кирби родом из Страны Снов планеты Поп Звезда, где живёт в куполообразном доме. Его внешний вид изменялся на протяжении многих лет — Кирби становился более округлым, особенно в лице и глазах.
Кирби редко разговаривает, в основном ограничиваясь бессловесными возгласами и словом «привет» («hi») в таких играх, как Super Smash Bros, Kirby 64: The Crystal Shards. Однако он часто выступает в инструкциях к играм. Единственная игра, в которой Кирби разговаривает — Kirby’s Avalanche. Он рассказывает о своих способностей в Kirby: Nightmare in Dream Land, Kirby & the Amazing Mirror и Kirby: Squeak Squad. В Kirby’s Star Stacker Кирби объясняет правила игры и игровой процесс. Также у Кирби есть диалог в Kirby’s Epic Yarn, но он подаётся через косвенную речь рассказчика.

## Другие Медиа

### Аниме
По серии игр Кирби 6 октября 2001 года было выпущено аниме, первоначально названное Hoshi no Kaabii, которое было произведено компанией Warpstar Inc. при участии Nintendo и HAL Laboratory. Аниме лицензировано в Северной Америке 4Kids Entertainment под названием Kirby: Right Back At Ya! и было показано на телеканале 4Kids TV. За распространение в Северной Америке отвечает 4Kids Entertainment, в Канаде — Nelvana Limited; кассеты и DVD-дисков в Северной Америке распространяет FUNimation Entertainment, а в Австралии распространением DVD отвечает Magna Pacific. Показ аниме был завершен в Японии в 2003 году после 100 эпизодов.
Шоу рассказывало о приключениях Кирби и его друзей, Тифф и Таффа, после того, как главный герой потерпел крушение в Стране Снов на планете Поп Звезда. В аниме он является Легендарным Звёздным Воином (англ. Legendary Star Warrior), назначение которого — спасти планету от нападения межгалактического завоевателя Кошмара (англ. Nightmare). Однако Кирби был разбужен на 200 лет раньше положенного срока, поэтому пребывает в детском состоянии. Правитель Страны Снов, Король Дидиди, заказывает в компании Кошмара Nightmare Enterprises доставку монстров, и они атакуют Кирби и жителей Страны Снов. Внешне Nightmare Enterprises напоминает межгалактическую компанию по доставке грузов, что является прикрытием для космических завоеваний Кошмара; таким образом, антагонист обманом заставляет клиентов финансировать его армии. Ещё не готовый к свершению своей судьбы Кирби должен осознать свои невероятные способности, в том числе при поддержке таинственного Мета Рыцаря. Рыцарь утверждает, что лоялен Королю Дидиди, однако часто помогает Кирби и учить его использовать свои умения.
Шоу основано на серии игр (в основном на играх Kirby’s Dream Land, Kirby’s Adventure, и Kirby Super Star), но не повторяет сюжет в точности, заимствуя персонажей и локации для передачи собственной истории.

### Манга
Кирби была посвящена манга, над которой работали более 20 художников.
Самая продолжительная манга о Кирби, Kirby of the Stars: The Story of Dedede Who Lives in Pupupu (с англ. — «Звезда Кирби: История Дидиди, жившего в Пупупу»), выходила в журнале CoroCoro Comic с 1994 по 2006 год, а затем — в виде 25-томного танкобона, разошедшегося тиражом более 10 миллионов экземпляров. Серия была написана и проиллюстрирована Хирокадзу Хикавой. Позднее она была опубликована в виде сборника «best-of», в который вошли первые за 11 лет новые главы серии, а также бонусные комиксы. На английском языке серия была опубликована компанией Viz Media под названием Kirby Manga Mania (с англ. — «Кирби Манга Мания»).

### Отменённые игры
Разработка некоторых игр про Кирби впоследствии была отменена. В частности, выпуск Kirby’s Air Ride 64 (также известной как Kirby Bowl 64) на Nintendo 64 был отменён, но наработки впоследствии были использованы для создания Kirby Air Ride для Nintendo GameCube.
На выставке Nintendo Space World 2001 была представлена Kirby’s Tilt ’n’ Tumble 2 для Nintendo GameCube, которая должна была поддерживать сенсорный экран и подключение Game Boy Advance к консоли через специальный кабель. Игра планировалась к выпуску в Японии в мае 2002 года. В дальнейшем разработчики отказались от использования тематики Кирби; протагонист был заменён на обычный мраморный шар, а название — Roll-O-Rama. В таком виде игра была повторно представлена на E3 2002, но впоследствии отменена.
Также на Nintendo Space World 2001 была представлена программа Kirby Family для Game Boy Color, разрабатываемая Natsume и запланированная к выходу на 10 сентября 2001 года. При подключении приставки к совместимой швейной машине Jaguar JN-100 или JN-2000, программа позволяла вышивать на ткани рисунок Кирби на выбор. В дальнейшем выпуск игры был отменён, предположительно из-за низких продаж Mario Family, вышедшей за две недели до предполагаемого выпуска Kirby Family.
Была также запланирована игра под названием Kid Kirby (с англ. — «Ребёнок Кирби»), которая разрабатывалась DMA Design и была запланирована к выпуску на 1995 год на SNES. Игра задумывалась как приквел к серии и использовала мышь SNES. Игра была отменена из-за снижения уровня продаж мышей.
Также разрабатывалась игра Kirby Adventure для Nintendo GameCube. Она была представлена на выставке E3 2005, но в дальнейшем отменена из-за проблем с механиками многопользовательского режима, которые в дальнейшем были применены в Kirby’s Return to Dream Land. Большая часть концепта была пересмотрена; в частности, из игры были вырезаны помощники, аналогичные таковым из Kirby Super Star. Позднее игру планировали переделать в полноценный 3D-платформер, визуально похожий на Kirby Air Ride но его разработка также была свёрнута из-за несоответствия стандартам качества HAL Laboratory. Некоторые механики из игры были использованы в Kirby Star Allies и Kirby and the Forgotten Land для Nintendo Switch.

### Кирби в других видеоиграх
Кирби появлялся во всех играх серии файтингов Super Smash Bros. В Super Smash Bros. Brawl к нему присоединяются Мета Рыцарь и Король Дидиди. Многие предметы из серии Kirby также появляются в Super Smash Bros, например, «Максимальный томат» (англ. Maxim Tomato, все игры), «Основная звезда» (англ. Warp Star, начиная с Melee), Драгун (англ. Dragoon, начиная с Brawl) и «Звёздный Жезл» (англ. Star Rod, все игры). Все играбельные персонажи Kirby в Smash Bros имеют возможность прыгать более двух раз. Кирби также появлялся в других играх, таких как The Legend of Zelda: Link’s Awakening, EarthBound, Mario & Luigi: Superstar Saga и Stunt Race FX.

## Критика
Игры серии Kirby получили от смешанных до очень благоприятных отзывов критиков. Kirby’s Epic Yarn — самая высоко оценённая игра серии, а Kirby Battle Royale — самая низко оцененная.
| Игра                                | Metacritic | GameRankings |
| ----------------------------------- | ---------- | ------------ |
| Kirby’s Dream Land                  | N/A        | 62 %         |
| Kirby’s Adventure                   | N/A        | 84 %         |
| Kirby’s Pinball Land                | N/A        | 70 %         |
| Kirby’s Dream Course                | N/A        | 77 %         |
| Kirby’s Avalanche                   | N/A        | 74 %         |
| Kirby’s Dream Land 2                | N/A        | 82 %         |
| Kirby’s Block Ball                  | N/A        | 73 %         |
| Kirby Super Star                    | N/A        | 85 %         |
| Kirby’s Star Stacker                | N/A        | 73 %         |
| Kirby’s Dream Land 3                | N/A        | 66 %         |
| Kirby 64: The Crystal Shards        | 77/100     | 74 %         |
| Kirby Tilt 'n' Tumble               | N/A        | 82 %         |
| Kirby: Nightmare in Dream Land      | 81/100     | 80 %         |
| Kirby Air Ride                      | 61/100     | 66 %         |
| Kirby & the Amazing Mirror          | 80/100     | 77 %         |
| Kirby: Canvas Curse                 | 86/100     | 87 %         |
| Kirby: Squeak Squad                 | 71/100     | 72 %         |
| Kirby Super Star Ultra              | 76/100     | 79 %         |
| Kirby’s Epic Yarn                   | 86/100     | 88 %         |
| Kirby Mass Attack                   | 83/100     | 84 %         |
| Kirby’s Return to Dream Land        | 77/100     | 80 %         |
| 3D Classics: Kirby’s Adventure      | 77/100     | 78 %         |
| Kirby’s Dream Collection            | 82/100     | 81 %         |
| Kirby: Triple Deluxe                | 80/100     | 80 %         |
| Kirby Fighters Deluxe               | 66/100     | 65 %         |
| Dedede’s Drum Dash Deluxe           | 65/100     | 63 %         |
| Kirby and the Rainbow Curse         | 73/100     | 75 %         |
| Kirby: Planet Robobot               | 81/100     | 83 %         |
| Team Kirby Clash Deluxe             | 57/100     | N/A          |
| Kirby’s Blowout Blast               | 69/100     | 71 %         |
| Kirby Battle Royale                 | 57/100     | 58 %         |
| Kirby Star Allies                   | 73/100     | 73 %         |
| Kirby’s Extra Epic Yarn             | 79/100     | 80 %         |
| Super Kirby Clash                   | 74/100     | 76 %         |
| Kirby Fighters 2                    | 65/100     | N/A          |
| Kirby and the Forgotten Land        | 85/100     | N/A          |
| Kirby’s Dream Buffet                | 66/100     | N/A          |
| Kirby’s Return to Dream Land Deluxe | 79/100     | N/A          |

Комиксы манга с участием Кирби проданы тиражом свыше 10 миллионов экземпляров.

### Продажи
Многие игры про Кирби были коммерчески успешными, продаваясь тиражом по меньшей мере в миллион копий по всему миру. В этот список включены только те игры, которые продались тиражом не менее одного миллиона. Kirby’s Dream Land, первая игра серии, являлась самой продаваемой игрой серии, пока её не обогнала Kirby and the Forgotten Land.
| Игра                                | Продано копий (миллионов) | Источник |
| ----------------------------------- | ------------------------- | -------- |
| Kirby’s Dream Land                  | 5,13                      | [ 58 ]   |
| Kirby’s Adventure                   | 1,75                      | [ 58 ]   |
| Kirby’s Pinball Land                | 2,19                      | [ 58 ]   |
| Kirby’s Dream Land 2                | 2,36                      | [ 58 ]   |
| Kirby Super Star                    | 1,44                      | [ 58 ]   |
| Kirby 64: The Crystal Shards        | 1,77                      | [ 58 ]   |
| Kirby Tilt 'n' Tumble               | 1,23                      | [ 58 ]   |
| Kirby: Nightmare in Dream Land      | 2,1                       | [ 58 ]   |
| Kirby Air Ride                      | 1,35                      | [ 59 ]   |
| Kirby & the Amazing Mirror          | 1,47                      | [ 58 ]   |
| Kirby: Squeak Squad                 | 2,27                      | [ 59 ]   |
| Kirby Super Star Ultra              | 2,99                      | [ 60 ]   |
| Kirby’s Epic Yarn                   | 1,85                      | [ 59 ]   |
| Kirby Mass Attack                   | 1,22                      | [ 59 ]   |
| Kirby’s Return to Dream Land        | 1,79                      | [ 59 ]   |
| Kirby: Triple Deluxe                | 2,66                      | [ 61 ]   |
| Kirby: Planet Robobot               | 1,64                      | [ 61 ]   |
| Kirby Star Allies                   | 4,38                      | [ 61 ]   |
| Kirby and the Forgotten Land        | 6,46                      | [ 62 ]   |
| Kirby’s Return to Dream Land Deluxe | 1,46                      | [ 62 ]   |

В 2002 году товаров под брендом Kirby продано на сумму от 150 до 200 миллионов долларов.

## Заметки
1. ↑   (яп. 星のカービィ Хоси но Ка:би:, рус. «Звезда Кирби»)